# August Mühling
August Mühling (Raguhne, 16 de setembre de 1786 - Magdeburg, 3 de febrer de 1847) fou un compositor i organista alemany. Estudià a l'escola de Sant Tomàs de Leipzig, on tingué per mestres en Johann Adam Hiller i August Eberhard Müller. L'any 1809 fou el director de la música de Nordhausen, i des de 1823 residí a Magdeburg, on fou professor de música del Reial Seminari, càrrec en el qual fou succeït per Gustav Rebling, director de concerts, organista de Sant Ulric i, per acabar, de la catedral.
Deixà una col·lecció de cànons, salms, cants religiosos per a nens a dues veus, motets, quartets per a instruments de corda i vent, i per a veus mixtes i d'homes. Els oratoris Abadonna, David, Bonifacius i Die Leidensfeier Jesu; salms, dos obertures, dues simfonies, composicions per a xaranga, cants a moltes veus i a una veu amb acompanyament de piano, nombroses sonates, preludis i fragments per a orgue, i peces per a piano.
Fou un notable organista, despertava l'admiració dels seus oients, no tan sols per la seva robusta execució i correcta a la vegada, sinó també per les seves improvisacions plenes d'inspiració i de caràcter.

## El seu fill
Julius Mühling, nascut a Nordhausen i mort a Magdeburg (1810-1880). Succeí al seu pare en les funcions de director de música i organista de Sant Ulric, i publicà composicions per a orgue i piano, cors, per a veus mixtes i d'homes, i una simfonia.